# روبين مارينو نافارو
روبين مارينو نافارو (بالإسبانية: Rubén Marino Navarro) (30 مارس 1933 في الأرجنتين - 14 يوليو 2003 في الأرجنتين) هو لاعب كرة قدم أرجنتيني في مركز الدفاع، شارك في كأس العالم 1962. وشارك مع منتخب الأرجنتين لكرة القدم. أما مع النوادي، فقد لعب مع إنديبندينتي وكليفلاند ستوكرز وPhiladelphia Spartans ‏.

## وصلات خارجية
- روبين مارينو نافارو على موقع الاتحاد الدولي (مؤرشف)  (الإنجليزية)
- روبين مارينو نافارو على موقع قاعدة بيانات كرة القدم.إي يو (الإنجليزية)
- روبين مارينو نافارو على موقع ناشيونال فوتبول تيمز (الإنجليزية)
- روبين مارينو نافارو على موقع Soccerway.com (الإنجليزية)
- روبين مارينو نافارو على موقع عالم كرة القدم.نت (الإنجليزية)